# Apiomorpha macqueeni
Apiomorpha macqueeni är en insektsart som beskrevs av Walter Wilson Froggatt 1929. Apiomorpha macqueeni ingår i släktet Apiomorpha och familjen filtsköldlöss. Inga underarter finns listade i Catalogue of Life.